# Información meteorológica

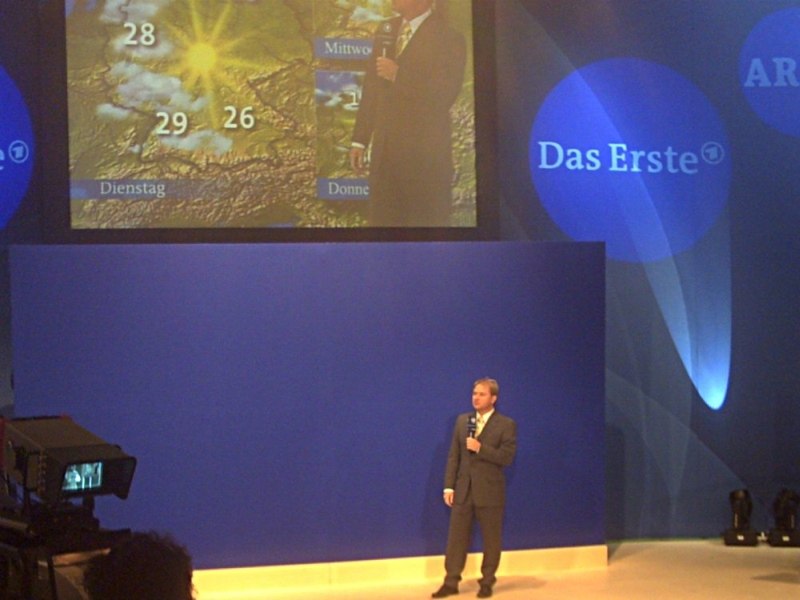
Presentador del tiempo haciendo su descripción frente a una pantalla azul.

Un presentador del tiempo (también conocido coloquialmente en América del Norte como meteorólogo o locutor del tiempo) es una persona que presenta el pronóstico del tiempo diariamente en la radio, televisión o transmisiones de noticias de internet. Utilizando diversas herramientas, como mapas meteorológicos proyectados, informan a los espectadores de las condiciones meteorológicas actuales y futuras, explican las razones subyacentes a esta evolución y transmiten al público cualquier peligro meteorológico y advertencias emitidos para su región, país o áreas más grandes. No hay calificaciones básicas para convertirse en presentador del tiempo; Según el país y los medios de comunicación, puede ir desde una introducción a la meteorología para un presentador de televisión hasta un diploma en meteorología de una universidad reconocida. Por lo tanto, un presentador del tiempo no debe confundirse con un meteorólogo o un pronosticador del tiempo, el titular de un diploma en meteorología.

## Historia
Estados Unidos fue el primer país en el que los canales de televisión comenzaron a transmitir informes meteorológicos a fines de la década de 1940, pero los presentadores lo estaban haciendo en la radio mucho antes. Uno de los primeros programas meteorológicos fue Today, de la cadena NBC- El con el presentador Dave Garroway charlaba por teléfono en vivo con la persona encargada de los boletines de la Oficina Meteorológica de EE. UU. (ahora Servicio Meteorológico Nacional), Jimmy Fidler, le iba contando el pronóstico del tiempo mientras el anfitrión del programa iba señalando en un mapa siguiendo sus indicaciones. A medida que el informe meteorológico se hizo muy popular, las cadenas de televisión nacionales contrataron meteorólogos profesionales para distinguirse de sus competidores, pero a principios de la década de 1960 comenzó la era de "Miss Weather". Los directores de retransmisiones consideraban que estas últimas eran más agradables de ver y conseguían patrocinadores en tiendas locales.
En 1981, John Coleman, meteorólogo jefe de una estación de televisión de Chicago (estación WLS-TV) y más tarde programa Good Morning America, propuso un proyecto de estación de pronóstico del tiempo a Frank Batten, el propietario de un periódico en Virginia. Este último se había dado cuenta de que muchos de sus lectores estaban comprando el periódico por el pronóstico del tiempo y se lanzó a la idea. Después de diez meses para encontrar fondos y construir la infraestructura, The Weather Channel (TWC) comenzó a transmitir el 2 de mayo de 1982 desde Atlanta, Georgia. Este fue el primer canal de televisión que emitió previsiones meteorológicas las 24 horas del día, utilizando una plantilla completa de meteorólogos generales e incluso especialistas.
En Canadá, el primer presentador en televisión fue Percy Saltzman, un meteorólogo profesional, que lanzó los boletines de noticias regulares en la Canadian Broadcasting Corporation, en inglés, en 1952. Los boletines meteorológicos de Canadá se han desarrollado de manera similar a los de Estados Unidos. Sin embargo, es menos común ver meteorólogos en pantalla y las redes invierten mucho menos en equipos meteorológicos. En el lado francófono, Jacques Lebrun de Télé-Métropole, un presentador autodidacta, fue el más conocido de los primeros meteorólogos de los años setenta y ochenta. The Weather Network, similar a TWC, se puso en marcha el 1 de septiembre de 1988, pero utilizó principalmente a personas de noticias como presentadores.
Otros países han seguido caminos similares. Por ejemplo, la primera transmisión del tiempo en la televisión francesa se remonta al 17 de diciembre de 1946 y fue presentada por Paul Douchy en el programa Téléjournal. Los pronosticadores de Meteorología Nacional (ahora Météo-France) comentaron en vivo, una vez por semana, con un mapa meteorológico de la hora programada para el día siguiente en el RTF. En febrero de 1958, Francia se convirtió en uno de los primeros países en emitir un informe meteorológico diario por televisión, después de Estados Unidos, Canadá y Gran Bretaña (la BBC empezó a emitir en octubre de 1954).

## Técnicas de presentación

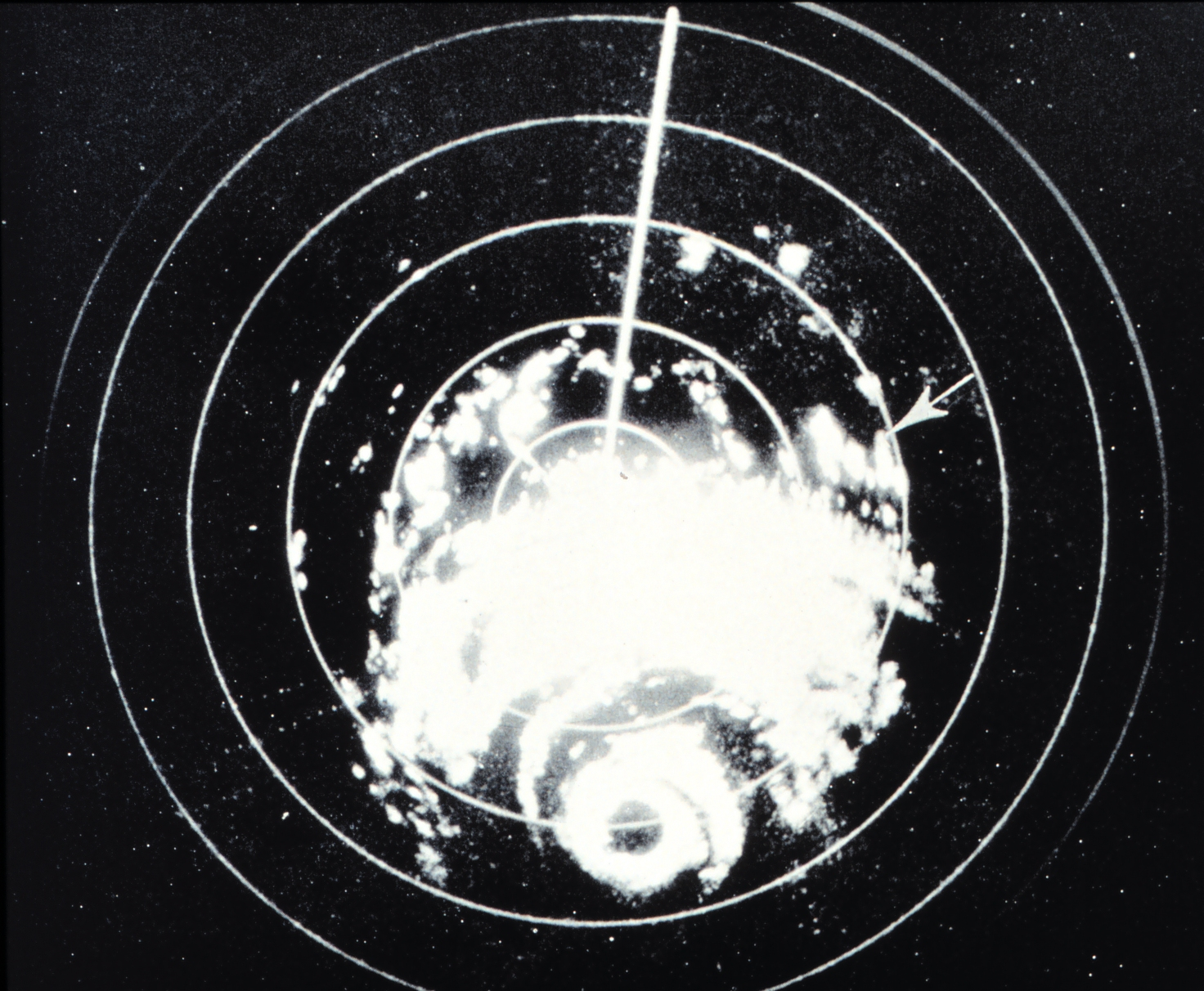
Imagen de radar del huracán Carla.

Las técnicas de presentación han variado mucho desde los inicios de la televisión y la radio. Los primeros boletines fueron en su mayoría una lectura del pronóstico emitido por el servicio meteorológico nacional. Con el advenimiento de la televisión, esto fue acompañado por gráficos preestablecidos o dibujados en la pizarra por el presentador. Gradualmente, en todas partes se adoptaron mapas estándar con iconos para describir el clima. En la década de 1960 aparecieron los radares meteorológicos y los satélites meteorológicos, y sus imágenes se incorporaron a los pronósticos meteorológicos como imágenes fijas. Por ejemplo, el primer uso de un radar meteorológico en la televisión en los Estados Unidos fue en septiembre de 1961 cuando el huracán Carla se acercaba al estado de Texas y el reportero local Dan Rather convenció al personal local de la Oficina Meteorológica de los Estados Unidos para que lo dejara transmitir en vivo desde su oficina mostrando datos del radar con una superposición aproximada del Golfo de México en una hoja de plástico transparente. Su informe ayudó a que la población alertada aceptara la evacuación, cerca de unas 350.000 personas fueron evacuadas por parte de las autoridades, salvando varios miles de vidas.
El desarrollo del video y computadoras hizo posible la creación de presentaciones interactivas. Entre otras cosas, la superposición, realizada sobre la marcha, permite al presentador hacer una descripción del tiempo frente a pantallas monocromáticas azules o verdes, y la sección técnica agrega los mapas a la edición. Pueden ser bucles de animación de imágenes de satélite, detección de radares o rayos, simulaciones de la evolución esperada de las nubes, campos de presión, zonas de lluvia o nieve, etc. Incluso pueden insertar videos de un evento meteorológico que ocupe el titular o cualquier otro gráfico interesante. Las empresas de computación incluso se especializan en la producción de gráficos por computadora para meteorología e incorporan análisis generalmente reservados para meteorólogos profesionales, como el análisis de tormentas tornado y ciclones tropicales. También se ofrecen contenidos adaptados a varias clientelas desde niños hasta adultos.

## Programas de certificación
En América del Norte, la Sociedad Meteorológica Estadounidense, la Asociación Meteorológica Nacional y la Sociedad Oceanográfica y Meteorológica Canadiense, tienen un programa de certificación de presentadores. En el lado estadounidense, se necesita un título en meteorología y un comité evalúa sus habilidades y experiencias antes de otorgar la acreditación. En el lado canadiense, el diploma puede ser reemplazado por experiencia laboral y conocimientos. Esta certificación otorga cierta notoriedad a la vista del público, pero no es obligatoria para convertirse en presentador.

## Percepción pública
Circulan varias anécdotas sobre el trabajo de los presentadores meteorológicos que a menudo son blanco de bromas. Incluso hay algunas películas y series de televisión que tienen un personaje de esta profesión, entre ellas:
- Groundhog Day (película), una película de comedia de 1993 de Harold Ramis con Bill Murray y Andie MacDowell .
- To Die For, una película de 1995 de Gus Van Sant con Nicole Kidman .
- The Weather Man, una película de comedia dramática estadounidense de 2005 dirigida por Gore Verbinski y protagonizada por Nicolas Cage .
- Weather Girl, una película de comedia de 2009 escrita y dirigida por Blayne Weaver y protagonizada por Tricia O'Kelley, Mark Harmon, Jon Cryer y Enrico Colantoni .

## Personalidades famosas
- Peter Coade, tiene la carrera más larga como locutor del tiempo con 54 años. Comenzó con el Servicio Meteorológico de Canadá el 1 de octubre de 1962 y terminó su carrera en CBC Halifax, Canadá, Nueva Escocia el 30 de septiembre de 2016.[9][10]
- Dick Goddard tiene la carrera más larga como presentador del tiempo en televisión con 51 años y 6 días (13 de septiembre de 1965 al 19 de septiembre de 2016).[11]